# Житнинский сельсовет
Житнинский сельсовет — сельское поселение в Икрянинском районе Астраханской области Российской Федерации.
Административный центр — село Житное.

## Географическое положение
Граница МО «Житнинский сельсовет» начинается от точки слияния ерика Чулпаненок с протокой Старая Волга и проходит на юго-восток. Далее граница идет на юго-восток до Астраханского государственного заповедника им. В. И. Ленина. Затем граница идет на юг, проходя через остров Макаркин. Далее граница идет на северо-запад до протоки Старая Волга, далее идет на северо-восток до первоначальной точки.

## Население
| 2006  | 2010  | 2012  | 2013  | 2014  | 2015  | 2016  |
| ----- | ----- | ----- | ----- | ----- | ----- | ----- |
| 3034  | ↘2975 | ↘2955 | ↘2933 | ↘2901 | ↘2889 | ↘2871 |
| 2017  | 2018  | 2019  | 2020  | 2021  |       |       |
| ↘2840 | →2840 | ↘2785 | ↘2742 | ↘2608 |       |       |

## Состав сельского поселения
В состав сельского поселения входят 3 населённых пункта:
| № | Населённый пункт | Тип населённого пункта       | Население |
| - | ---------------- | ---------------------------- | --------- |
| 1 | Житное           | село, административный центр | ↗1902     |
| 2 | Краса            | село                         | ↘105      |
| 3 | Старо-Волжский   | посёлок                      | ↗968      |

## Объекты социальной сферы
На территории муниципального образования «Житнинский сельсовет» действуют следующие учреждения: участковый уполномоченный полиции, участковая больница, 1 средняя и 1 основная школы, 2 детских сада, 2 дома культуры.